# Sony Music Entertainment
Sony Music Entertainment (eller Sony Music eller blot SME) er verdens næststørste pladeselskab (efter Universal Music Group) og er ejet af Sony Corporation of America med hovedsæde i New York City. Sony Music har 44 nationale afdelinger i verden, heriblandt ét i København med dets officielle navn Sony Music Entertainment Denmark.

## Historie
Det der sidenhen skulle blive til Sony Music blev grundlagt i 1929 som American Record Corporation (ARC). ARC blev i 1938 opkøbt af det amerikanske tv-netværk (dengang radio-netværk) Columbia Broadcasting System (CBS), der dog valgte at fokusere på deres eget pladeselskab Columbia Records. Da CBS kun ejede rettighederne til navnet Columbia i USA og Canada, oprettedes CBS Records i 1961 til at operere uden for de to lande. I 1968 gik CBS og det japanske elektronikfirma Sony sammen om at grundlægge CBS/Sony Records. Den 17. november 1987 opkøbte Sony Corporation of America CBS Records, som omdøbte det til Sony Music Entertainment, og fik dermed også rettighederne til Columbia Records.
Sony Music Entertainment valgte i august 2004 at fusionere med den tyske mediekoncern Bertelsmann, som ejede Bertelsmann Music Group (BMG), for at oprette Sony BMG Music Entertainment. I oktober 2008 opkøbte Sony aktiemajoriteten i Sony BMG, og ændrede navnet til Sony Music Entertainment.

## Danske underselskaber
Den danske afdeling af Sony Music har følgende underselskaber:
- Genlyd
- Genlyd 2000
- Kick Music
- Grounded
- Heritage
- aesthetic
- EXPLOZA
- Mermaid Records
- Pladecompagniet
- Replay Records
- Start